# Rață fluierătoare americană
Rața fluierătoare americană (Mareca americana) este o specie de rață care se găsește în America de Nord. Specia este varianta nord-americană a raței fluierătoare eurasiatice (Mareca penelope).

## Galerie

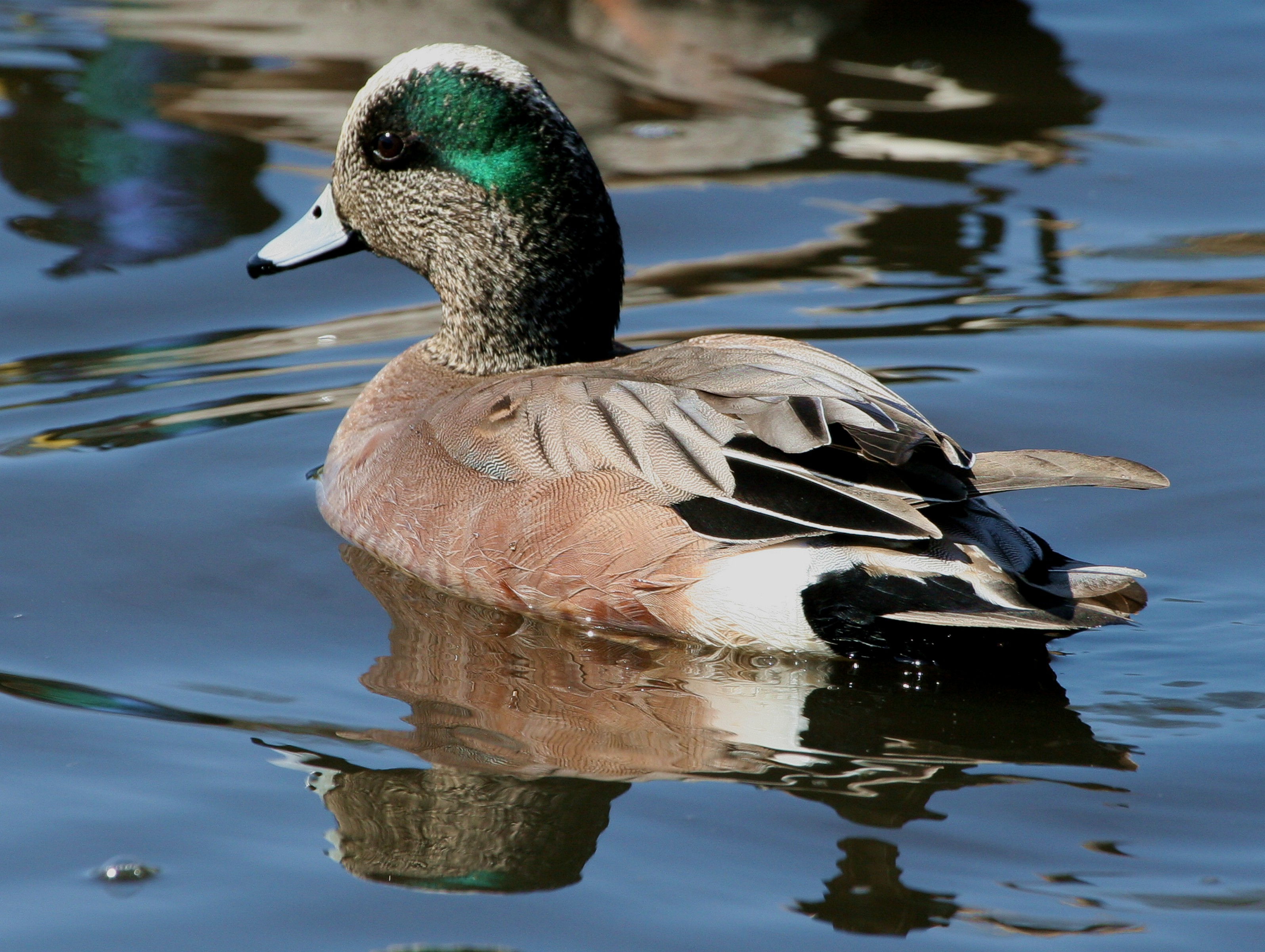
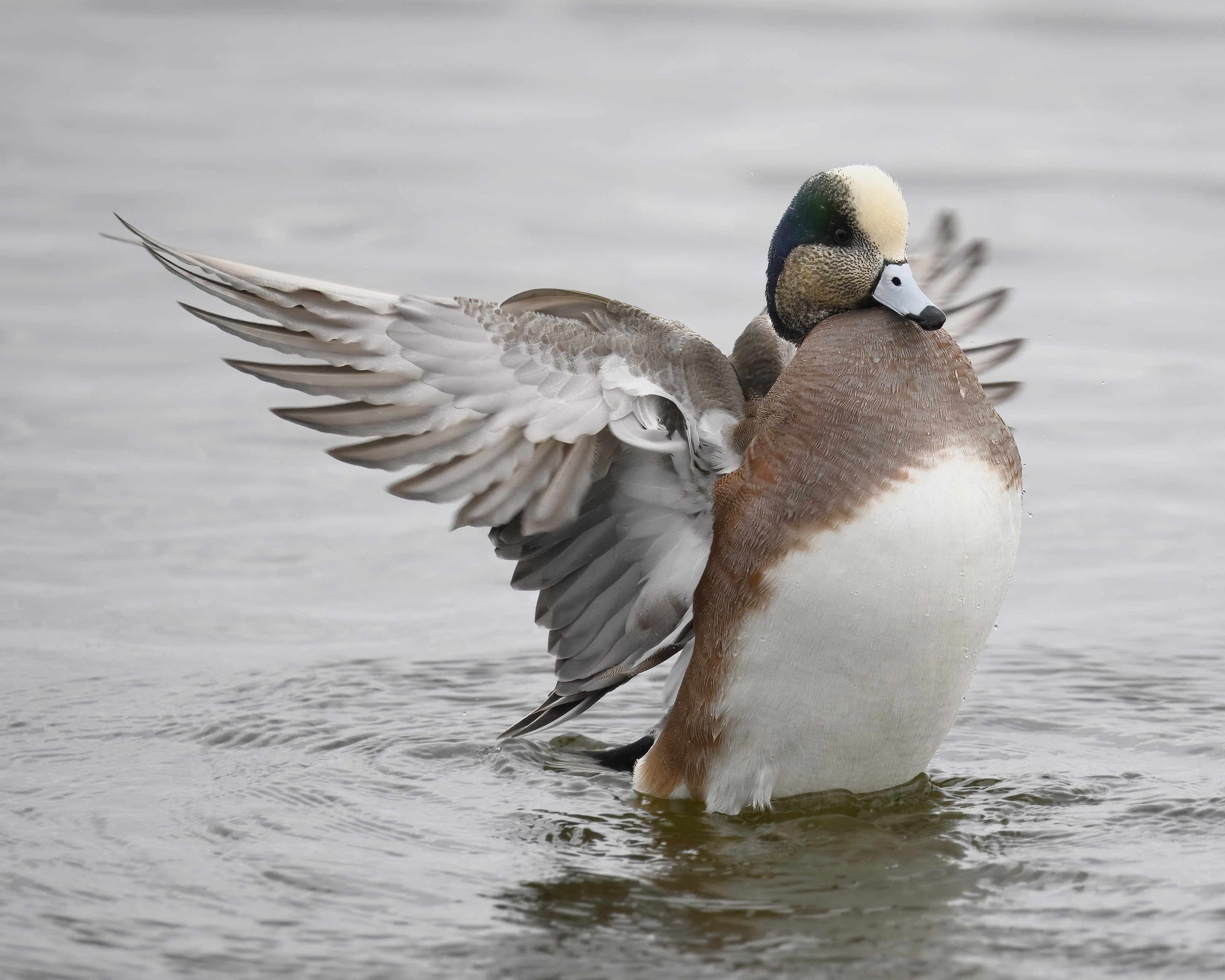
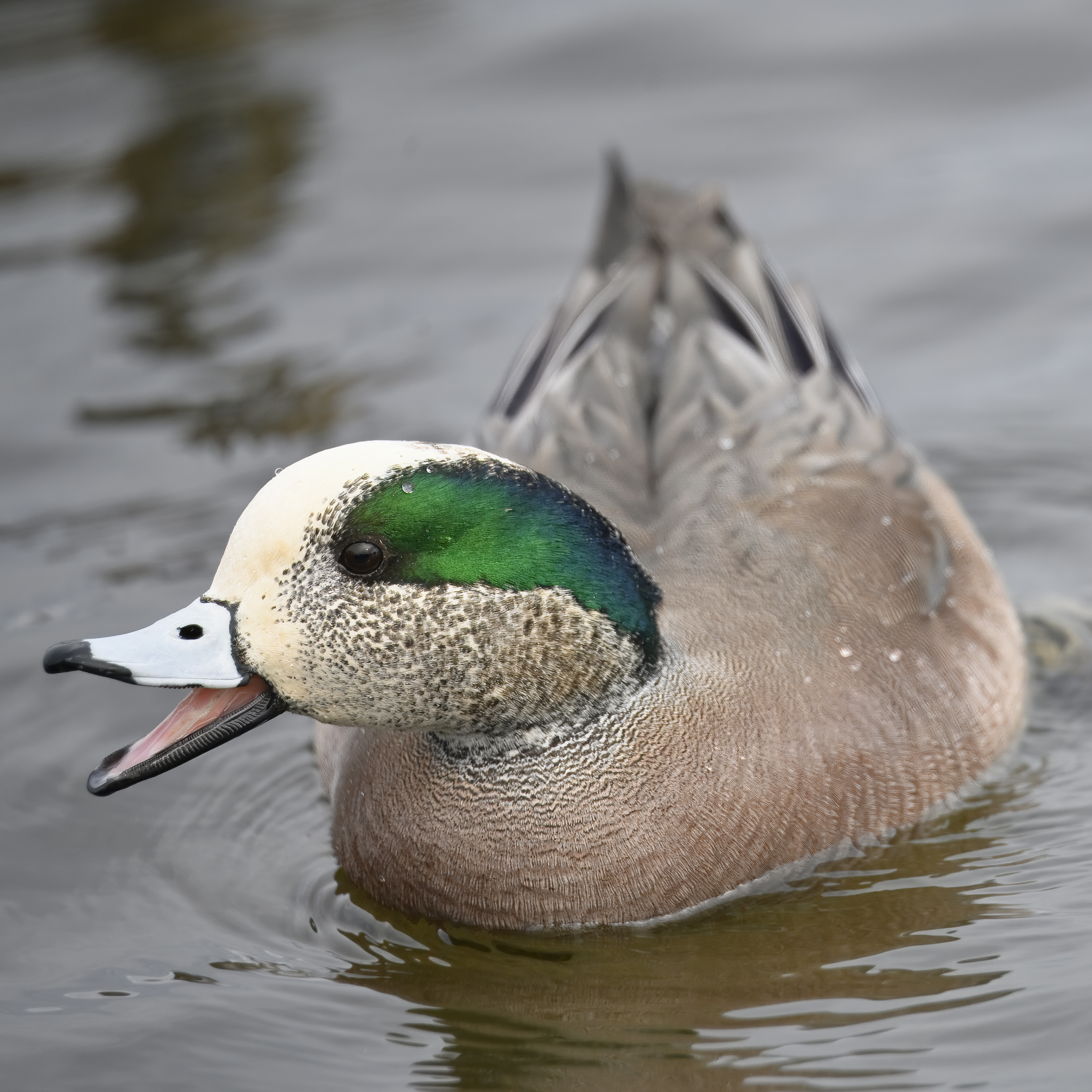
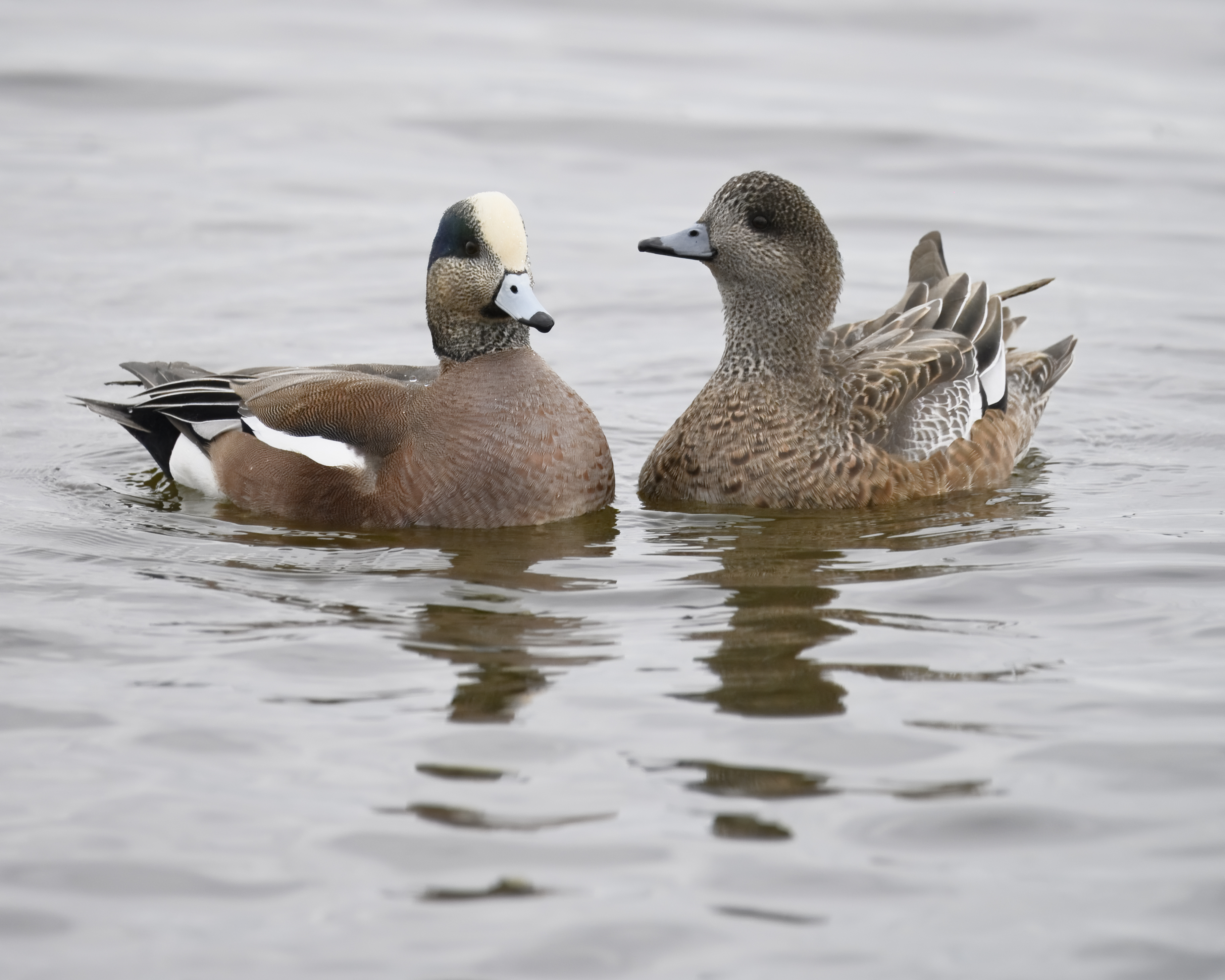

## Taxonomie
Rața fluierătoare americană a fost descrisă oficial în 1789 de naturalistul german Johann Friedrich Gmelin în ediția revizuită și extinsă a Systema Naturae a lui Carl Linnaeus. El l-a plasat alături de toate celelalte rațe, gâște și lebede în genul Anas și a inventat numele binomial Anas americana. Gmelin și-a bazat descrierea pe planșa color de mână a lui Edme-Louis Daubenton "Le Canard Jensen, de la Louisiane" și pe descrierea naturalistului galez Thomas Pennant în Arctic Zoology. Pennant a primit un specimen din New York.
Rața fluierătoare americană este acum plasată alături de rața fluierătoare euroasiatică și de alte trei rațe în genul Mareca care a fost introdus în 1824 de naturalistul englez James Francis Stephens. Numele genului provine din cuvântul portughez Marréco pentru o „rață mică”. Specia este considerată a fi monotipă: nu sunt recunoscute subspecii.